# Literatura norvegiană

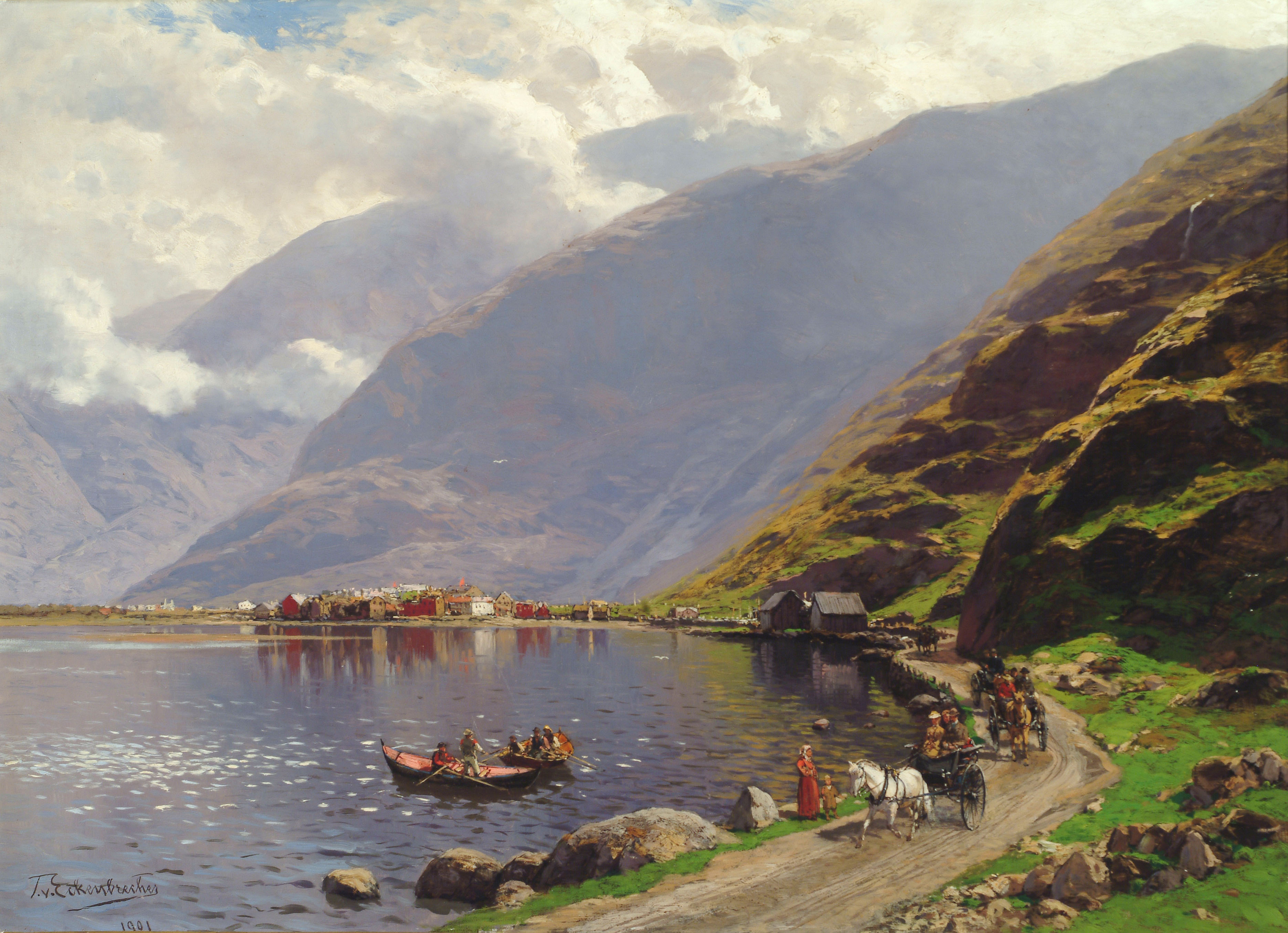
Peisajul norvegian a fost adesea o sursă de inspiraţie a scriitorilor şi a poeţilor.
Vedere spre Lærdalsøren în Sognefjorden de Themistokles von Eckenbrecher, 1901

Literatura norvegiană reprezintă totalitatea pieselor literare scrise în Norvegia sau de către norvegieni. Istoria literaturii norvegiene începe cu poeme pagane din Edda și versul scaldic din secolele IX și X, cu poeți precum Bragi Boddason și Eyvindr Skáldaspillir. Sosirea creștinismului în jurul anului 1000 a permis norvegienilor să au contact cu hagiografie, scrierea cronicilor și predare medievală europeană. Aceste influențe, unite cu înrâuriri islandeze anterioare și tradiția orală nativă, au cauzat dezvoltarea rapidă a literaturii în secolele XII și XIII. Capodoperele epocii includ Historia Norwegie, Thidreks saga și Konungs skuggsjá.
Perioada între secolele XIV și XIX, este considerată drept „evul întunecos” în literatura națională, însă câteva scriitori nativi, precum Peder Claussøn Friis și Ludvig Holberg, au contribuit la moștenirea comună a Norvegiei și a Danemarcii. O nouă perioadă în istoria literaturii norvegiene a început cu renașterea națională și lupta pentru independență în timpul secolului XIX timpuriu. Dramaturgul Henrik Wergeland a fost cel mai influent autor de atunci, pe când piesele lui Henrik Ibsen au stabilizat poziția literaturii norvegiene între literaturi vest-europene. În secolul XX, cei mai proeminenți scriitori au fost câștigătorii Premiului Nobel, Knut Hamsun și Sigrid Undset.

## Evul mediu

### Poezie
Cele mai timpurii exempluri păstrate de literatură nordică veche sunt poemele eddice. Dintre acestea, cele mai vechi probabil sunt cele compuse în secolul IX timpuriu conform tradiției pangermane de versul aliterativ. Atunci, datorită scalzilor precum Bragi Boddason sau Þjóðólfr de la Hvinir au apărut și primele pilde ale poeziei scaldice. Această tradiție a continuat peste secolul X, fiind dezvoltată de către poetul Eyvindr Skáldaspillir. La sfârșitul secolului X, tradiția a început să dispară și să miște spre Islanda. Domnitorii Norvegiei precum Eiríkr Hákonarson și Sfântul Olaf angajau în principal poeții islandezi.

### Proză
În timpurile pagane alfabetul runic a fost unicul folosit pe teritoriul Norvegiei. Inscripțiile păstrate din această epocă sunt în mult dedicații memoriale și formule magice. Una dintre cele mai lungi este cea din piatra Eggja, scrisă probabil în secolul VIII, care conține aluziile magice sau religioase. Aproape între 1000 și 1300, creștinismul a fost instalat în țara, cărând și alfabetul latin. Cele mai vechi piesele prozaice vin de la secolul XII, fiind în majoritatea textele hagiografice și istorice precum Passio Olavi, Acta sanctorum in Selio, Historia Norvegiæ sau Historia de Antiquitate Regum Norwagiensium. La sfârșitul secolului XII au apărut primele adaptări populare ale textelor: sögur Fagrskinna și Helgisaga Óláfs konungs Haraldssonar, și istorie sinoptică a regilor norvegieni, Ágrip af Nóregskonungasögum.